# 整塊性核心

單核心架構的概要示意圖。

分别为宏内核、微内核、混合內核的操作系统结构

整塊性核心（英語：Monolithic kernel），也譯為集成式核心、單體式核心，一種作業系統核心架構，此架構的特性是整個核心程式是一個單一二進位執行檔，在核心空間以監管者模式（Supervisor Mode）來執行。相對於其他類型的作業系統架構，如微核心架構或混核心架構等，這些核心會定義出一個高階的虛擬介面，由該介面來涵蓋描述整個電腦硬體，這些描述會集合成一組硬體描述用詞，有時還會附加一些系統调用，如此可以用一個或多個模組來實現各種作業系統服務，如行程管理、共時（Concurrency）控制、記憶體管理等。

## 概論
整塊性核心被視作為運行在單一位址空間的單一的行程，核心提供的所有服務，都以特權模式，在這個大型的核心位址空間中運作，這個位址空間被稱為核心空間（kernel space）。它通常是以單一靜態二進位檔案的方式被儲存在磁碟，或是快取記憶體上，在開機之後被載入記憶體中的核心空間，開始運作。
它的優點是設計簡單。在核心之中的通訊成本很小，核心可以直接調用核心空間內的函式，跟使用者空間的應用程式呼叫函式一樣，因此它的效能很好。在1980年代之前，所有的作業系統都採用這個方式實作；即使到了現在，主要的作業系統也多採用這個方式。
微核心的支持者認為，整塊性核心的移植性不佳，即使有的整塊性核心將其運作從整體性運作拆分成幾個服務模組，並讓各模組各自運作，其作業系統的程式碼依然是高度緊密的，很難修改成其他類型的作業系統架構。此外，所有的模組也都在同一塊定址空間內執行，倘若某個模組有錯誤、瑕疵（Bug），執行時就會損及整個作業系統運作。反過來，如果整塊性架構的作業系統在開發設計時相當完善，並經測試驗證後具有高度可靠性，則作業系統內的各軟體組件因具有高度緊密性，如此在系統的低階運作上將格外有效率。

## 可載入性的模組
現在多數採行整塊性架構設計的作業系統，如OpenVMS、Linux、FreeBSD、以及Solaris等，都已經能在運作執行階段中，以動態方式來載入（Load）、卸載（Unload）可執行的模組，不過這些模組是屬於二進位程式碼的層次，或稱映像層次，而非核心架構的層次。即使整塊性核心進行模組化轉化，也不會與微核心或混核心架構的核心產生區分上的混淆，因為微核心、混核心的模組是屬於系統架構的層次。
就實務上，動態載入/卸載模組的作法，等於是用一種較簡易的方式來彈性管控執行中的作業系統核心，若沒有動態載入/卸載機制，作業系統的核心想要進行任何的調整、變換，都必須重新開機才能達成。因此模組化是必然且必要的，如此才能讓核心功效輕鬆地擴展、延伸，此外也能適時減輕硬體的執行運作負擔。
另外，有些整塊性作業系統為了讓它的核心空間達到最小化，也會運用動態載入/卸載機制來達成此一目標。

## 部分整塊性架構的作業系統舉例
- 傳統Unix核心
  - BSD
  - Solaris
- 类Unix系统（Unix-like）的核心
  - FreeBSD
  - OpenBSD
  - NetBSD
  - Linux
  - LynxOS
  - Syllable Desktop
- DOS
  - DR-DOS
  - MS-DOS
    - Microsoft Windows 9x系列（95、98、98SE、Me）

  - FreeDOS
- Mac OS（從最初版到Mac OS 8.6版）
- OpenVMS
- XTS-400